# BA-530
A BA-530, mais conhecida como Estrada da Cetrel, é uma rodovia estadual localizada na Região Metropolitana de Salvador. Atravessa Camaçari, conectando a orla à sede do município. Com 22 quilômetros, passará por obras de duplicação e retificação, o que, sob o investimento de cerca de 50 milhões de reais, encurtará em quatro quilômetros a estrada, com diminuição das curvas. A  BA 530 foi  inaugurada em 12/06/2017 (Via Certel) conhecida como Via Atlantica e corresponde ao trecho de ligação interno entre a Estrada do Coco e a Avenida Atlântica - ROD BA 512 conhecida também como Via do Mar 